# 21. marinski polk (ZDA)
Za druge 21. polke glejte 21. polk.
21. marinski polk je neaktivni marinski polk Korpusa mornariške pehote ZDA.

## Organizacija
- Štabna četa
- 1. bataljon 21. marinskega polka
- 2. bataljon 21. marinskega polka
- 3. bataljon 21. marinskega polka